# Wilhelm Barge
Pour les articles homonymes, voir Barge.
Wilhelm Barge, né le 23 novembre 1836 à Wulfsahl et mort le 16 juillet 1925 à Hanovre, est un flûtiste et compositeur allemand.

## Biographie
Wilhelm Barge joue d'abord dans des musiques militaires. En 1867, il est flûtiste soliste à l'Orchestre du Gewandhaus de Leipzig. Il conserve ce poste jusqu'à sa retraite en 1895. Il publie une méthode de flûte, quatre jeux d'études pour la flûte d'orchestre sur des traits du répertoire symphonique classique. Il publie aussi divers arrangements pour flûte de pièces populaires, sous le titre de Sammlung beliebter Stücke. Il réalise aussi une édition des concertos pour flûte de Frédéric le Grand.